# Urosticte ruficrissa
El colibrí puntablanca oriental (Urosticte ruficrissa), también denominado colibrí culirrufo o colibrí ventrirrufo (en Colombia), colibrí de subcaudales rufas (en Perú) o puntiblanca pechiverde (en Ecuador), es una especie de ave apodiforme de la familia Trochilidae —los colibríes— una de las dos pertenecientes al género Urosticte. Es nativo de regiones andinas orientales del noroeste de América del Sur.

## Distribución y hábitat
Se distribuye por la pendiente amazónica de la cordillera de los Andes desde la parte sur de los Andes centrales de Colombia (Huila, sureste de Nariño), hacia el sur por el este de Ecuador, hasta el noreste de Perú (norte de San Martín).
Esta especie es considerada en general poco común en sus hábitats naturales: las selvas húmedas parcialmente abiertas, incluyendo los bosques nubosos y los bordes, en altitudes entre 1600 y 2400m. Forrajea entre los estratos bjo y medio del bosque. Es sedentario, coon algunos movimientos locales a mayores altitudes después del período reproductivo.

## Sistemática

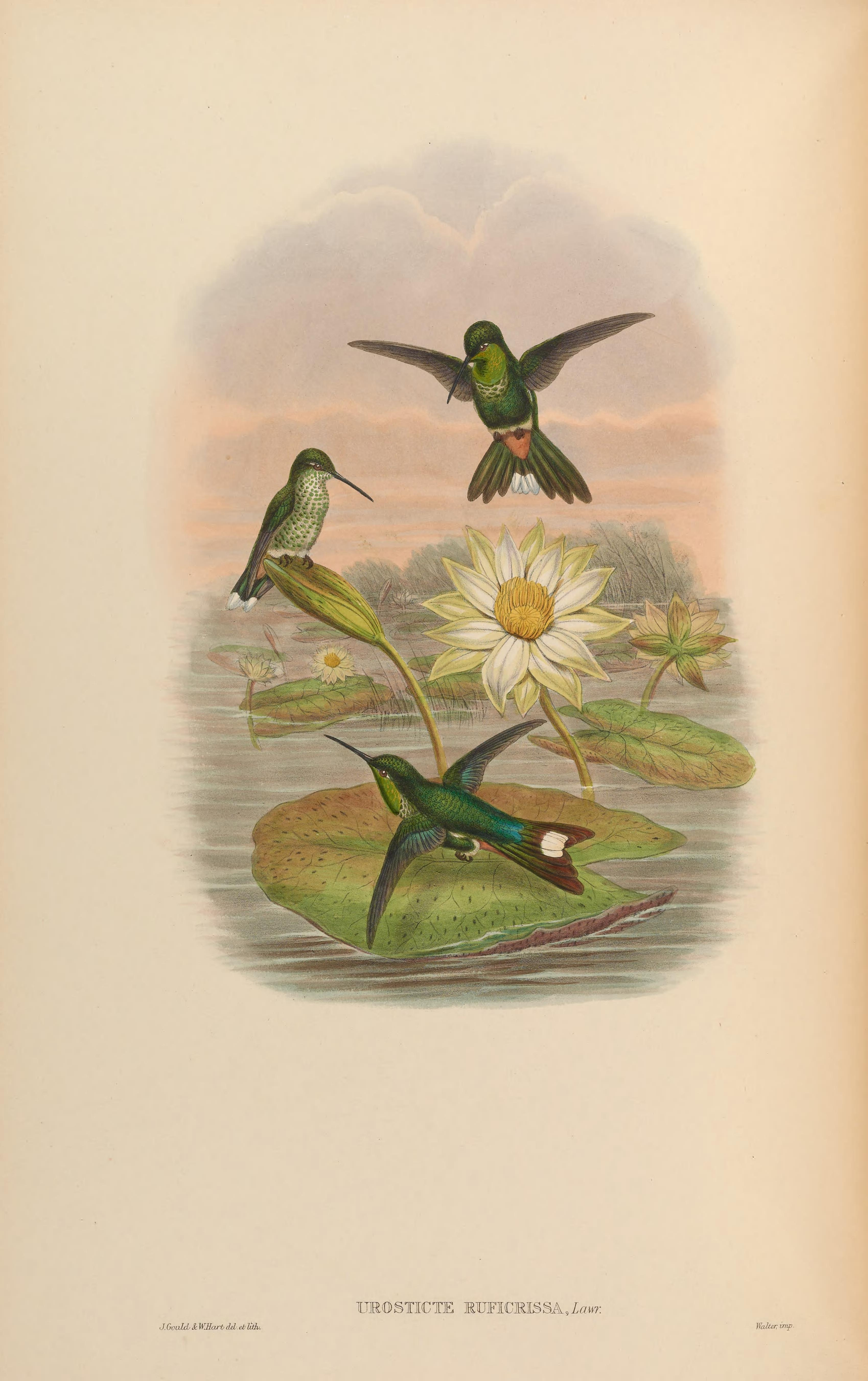
Urosticte ruficrissa, ilustración de Gould y Hart en A monograph of the Trochilidae, or family of humming-birds Supplement, 1880.

### Descripción original
La especie U. ruficrissa fue descrita por primera vez por el ornitólogo estadounidense George Newbold Lawrence en 1864 bajo el mismo nombre científico; su localidad tipo es: «Ecuador».

### Etimología
El nombre genérico femenino «Urosticte» se compone de las palabras del griego «oura» que significa ‘cola’, y «stiktos» que significa ‘manchado’; y el nombre de la especie «ruficrissa», se compone de las palabras del latín «rufus» que significa ‘rufo, rojo’, y «crissum» que significa ‘crissum’, ‘bajo vientre’.

### Taxonomía
La presente especie fue alternativamente tratada por diversos autores como especie plena o como una subespecie de Urosticte benjamini. En la Propuesta No 141 al Comité de Clasificación de Sudamérica (SACC) se reconoció el estatus de especie separada y al mismo tiempo se mantuvo el estatus de  taxón inválido de U. intermedia, con aparentes características intermediarias entre las dos especies, como un sinónimo posterior de la presente.
La subespecie descrita U. ruficrissa corpulenta, se considera indistinguible de la nominal. Es monotípica.